# Dobra, Mankivka
Dobra (în ucraineană Добра) este o comună în raionul Mankivka, regiunea Cerkasî, Ucraina, formată numai din satul de reședință.

## Demografie
Componența lingvistică a comunei Dobra
     Ucraineană (99,12%)
     Alte limbi (0,8%)
Conform recensământului din 2001, majoritatea populației comunei Dobra era vorbitoare de ucraineană (99,12%), existând în minoritate și vorbitori de alte limbi.